# 黒滝山 (徳島県・高知県)
黒滝山（くろたきやま）は、徳島県三好市と高知県大豊町の境界にある山である。標高1,209.6m。

## 地理
徳島県三好市と高知県大豊町の境界に位置。登山コースは国道32号を南下し、大歩危から西向し、藤川に沿ってさかのぼり、三好市立上名小学校前を過ぎて羽瀬集落の奥までは車利用が可能。さらにスギやヒノキの植林帯を縫って南へ登れば、野鹿池山と黒滝山を結ぶ稜線に出る。